# Pjotr Szolomonovics Sztoljarszkij
Pjotr Szolomonovics Sztoljarszkij (oroszul: Пётр Соломонович Столярский; Lipovec, 1871. november 30. – Szverdlovszk, 1944. április 29.) szovjet hegedűművész és kiváló zenepedagógus, az USZSZK Népi Művésze (1939) kitüntetésben részesült. 1939-től az SZKP tagja.

## Élete
Sztoljarszkij 1871-ben született Lipovecben, Kijev kormányzóságban, az Orosz Birodalomban (a mai Ukrajna területén). Először apjával, majd Stanisław Barcewicznél Varsóban, majd Emil Młynarskinál és Josef Karbulkánál Odesszában tanult. 1893-ban végzett az odesszai zeneiskolában. 1893—1919 között az Odesszai Operaház zenekarának tagja volt. 1898-tól kezdte meg pedagógiai tevékenységét, négyéves kortól tanított gyermekeket. 1912-ben saját zeneiskolát nyitott. 1919-től az odesszai konzervatóriumban tanított (ahol 1923-ban lett professzor). Megalapította az odesszai hegedűiskolát, és a szovjet hegedűiskola egyik alapítója lett. Ami a hegedűtanárokat illeti, Emil Młynarski tanára révén Auer Lipót „ükunokája” és Joachim József „szépunokája”. Tanára, Stanisław Barcewicz révén Niccolò Paganini „nagyfia”.
Tanítványai a fontos versenyek között kiemelt díjakat nyertek. Az 1935-ös varsói Henryk Wieniawski-hegedűversenyen két tanítványa nyert díjat: David Ojsztrah és Boris Goldstein. (Hivatalos eredmény: első lett a francia Ginette Neveu, a második Ojsztrah, a harmadik Henri Temianka, a negyedik Borisz Goldstein, a lengyel Josef Hassid pedig díszoklevelet kapott.)
1937-ben, korának egyik legrangosabb nemzetközi versenyén, az International Ysaye Competitionon a Stolyarsky-diákok szenzációt keltettek. A fődíjakat David Ojsztrah, Borisz Goldstein, Jelizaveta Gilelsz és Mihail Fichtenholz gyűjtötték be.

„A foglalkozások eredményei mély benyomást keltettek: a szovjet iskola az arroganciával határos bizonyossággal az elsőtől kezdve minden díjat elvitt. Ez utóbbit a legkisebb vita nélkül ítélték oda a nagyszerű David Ojsztrahnak. Mindenki más megelégedni kényszerült a morzsákkal. A belga hegedűiskola, bár még mindig büszke volt, kudarcot vallott, Arthur Grumiaux és Carlo Van Neste fiatal,  tapasztalatlan versenyzők nem tudták meggyőzni a zsűrit.”

A Szovjetunióban Sztoljarszkij nevéhez mindig is társult a tehetséges gyermekek (egész korai életkortól) professzionális zenei oktatásának speciális pedagógiai módszere. Kiváló mestertanári tulajdonságokkal, a legjobb zenei ösztönökkel és szervezői tehetséggel rendelkezett, ami lehetővé tette számára a maximális eredmények elérését.
Sztártanítványai közé tartozott David Ojsztrah, Nathan Milstein, Iosif Brodsky, Samuil Furer, Borisz Goldstein, Mihail Goldstein, Daniel Sindarov, Jelizabeta Gilelsz (Leonyid Kogan szovjet hegedűművész felesége és a kiváló zongoraművész, Emil Gilelsz nővére), Igor Ojsztrah, Mihail Fichtenholz és Eduard Grach, aki az egyik utolsó tanítványa volt.
Nevéhez fűződik a Sztoljarszkij Iskola is, az odesszai tehetséges gyermekek speciális zeneiskolája (amelyet az ő kezdeményezésére nyitottak meg 1933-ban). A Munka Vörös Zászló Érdemrendjével tüntették ki.
A szovjetunióbeli Szverdlovszkban halt meg 1944-ben, 72 évesen.

## Kitüntetései és dijai
- A Munka Vörös Zászló Érdemrendje (Szovjetunió)
- Az Ukrán SZSZR népművésze

## Fordítás
- Ez a szócikk részben vagy egészben  a   Pyotr Stolyarsky című angol Wikipédia-szócikk ezen változatának fordításán alapul.  Az eredeti cikk szerkesztőit annak laptörténete sorolja fel. Ez a jelzés csupán a megfogalmazás eredetét és a szerzői jogokat jelzi, nem szolgál a cikkben szereplő információk forrásmegjelöléseként.